# Titus Andrei
Titus Andrei (n. 6 mai 1947, Măicănești, România) este un realizator de emisiuni radio și coordonatorul redacției de muzică ușoară de la Radio România Actualități.
A urmat liceul Pedagogic din Galați unde ia cursuri de vioară. În anul 1972 devine absolvent al Conservatorului „Ciprian Porumbescu” din București. Este angajat imediat la Radiodifuziunea Română prin repartiție guvernamentală.  Din 1987 coordonează activitatea redacției de muzică ușoară de la postul public de radio. Încă din timpul studenției este preocupat și pasionat de muzică ușoară, pop și corală.

## Grupul Cantabile
- Între anii 1968-1974 face parte din sextetul Cantabile condus de soprana Smaranda Toscani. Ea este cea care-l descoperă și-l aduce în grupul care colabora pe atunci cu Teatrul muzical „Ion Vasilescu” din București, teatru care astăzi nu mai există. Pe vremea aceea în teatrul „Ion Vasilescu” dirija Edmond Deda iar vedetele erau Aurelian Andreescu, Lucky Marinescu, Marina Voica, Valentiu Grigorescu, Ion Ulmeanu sau cuplul de comici la mare modă atunci Radu Zaharescu-Horia Șerbănescu. Titus Andrei a intrat în celebrul grup înlocuindu-l pe solistul vocal cu care era coleg de cameră la căminul unde era cazat.
- Împreună cu grupul Cantabile, timp de 7 ani, până în anul 1974, Titus Andrei i-a acompaniat pe soliștii teatrului, făcea background la festivalurile care existau atunci și cânta atât din muzica ușoară românească cât și din preluările internaționale ( Bach, Mozart, Florin Bogardo, Aurel Giroveanu, Edmond Deda sau celebrele Chesera, Aquioris și chiar arii cunoscute dar transpuse în variante moderne). Face numeroase turnee prin țară și, pentru o scurtă perioadă, Titus Andrei face parte și din grupul vocal Studio 8 condus de Dudu Atanasiu.
- Sextetul Cantabile s-a destrămat pentru că membrii săi au plecat în străinătate: America, Austria sau Uruguay. Perioada aceasta înseamnă pentru omul de radio Titus Andrei foarte mult, pentru că face cunoștință cu foarte mulți din cântăreții vremii.

## Activitate profesională
- La radio debutează în cadrul emisiunilor realizate de Victoria Andrei și Ion Ghițulescu dar cei care-l ajută în formarea sa profesională sunt Daniela Caraman-Fotea și Vasile Donose.
- Între anii 1975 și 1983 realizează cu succes mare la public emisiuni la radio Vacanța. www.radiovacanta.ro
- În anul 1984 Televiziunea Română l-a contactat pentru a realiza împreună cu Doru Dumitrescu emisiunea „Album duminical”. Pasiunea și flerul pentru radio nu i-au dat pace pentru că „gândul meu a fost numai la radio; prima și ultima dragoste rămâne radioul”.
- Prin studioul emisiunilor realizate de-a lungul vremii de el au trecut aproape toții marii cântăreți de muzică pop, ușoară, folk și rock .
- Una din publicațiile românești (Ecran Magazin) l-a caracterizat pe Titus Andrei „artizan” de destine artistice motivat de faptul că foarte mulți din cântăreții de azi au fost descoperiți și susținuți de el. Dida Drăgan, Adrian Enache, Aurelian Temișan, Daniel Iordăchioaie, Valentina Fărcășanu, Laura Stoica, Daniel Robu, Daniela Gyorfi, Rafael, Vlad Miriță, Pepe, Mihai Trăistariu, Ionuț Ungureanu (Provincialii), Romeo Zaharia sunt doar o parte din cei care, astăzi se întorc cu recunoștință spre omul de radio Titus Andrei. Ei sunt cei pentru care Titus Andrei a avut o contribuție mare la lansarea și susținerea carierei lor muzicale.
- La începutul anilor ’90 a avut o predilecție pentru emisiunile nocturne pe care le realizează în acea perioadă la Radio 3 (Radio România Tineret) sub egida „nopți muzicale de week-end”. Îi plac emisiunile interactive pentru că „pot să-i ascult pe oameni, pot să-i bucur cu o melodie și mai ales, pot să aflu, în spatele unui dialog aparent banal, cum e acel om, ce vrea, ce gândește…”.
- În anul 1991 devine realizatorul emisiunii „Oriunde te vei afla nu regreta această noapte”  difuzată la Radio România Actualități, emisiune care-și câștigă în timp o largă audiență.
- În anul 1993, primește pentru emisiunea „Oriunde te vei afla, nu regreta această noapte” din partea revistei muzicale „Vox pop-rock” distincția pentru cel mai ascultat program al anului.
- Este cunoscut ca realizator al emisiunii „Șlagăr top-rock” care se difuzează și astăzi(2006). Este cel mai complex top de muzică românească difuzat lunar sub al cărui deviză „Șlagăr top…o șansă tuturor” sunt propuse melodii noi interpretate atât de interpreții consacrați cât și de cei debutanți. La începutul anilor ’90 această emisiune a fost concepută ca un spectacol. Artiștii propuși într-o lună cu piese le cântau live într-un show organizat la Sala Radio. Spectacolul era difuzat în direct la Radio România Actualități și s-a bucurat de susținerea multor ascultători. Astăzi, topul există numai în format radio fiind propuse lunar cele mai reprezentative melodii ale unei perioade.
- Este inițiatorul unor evenimente muzicale de marcă precum „Gala muzicii ușoare românești-o zi printre stele”. „Concurs de creații dedicate sărbătorilor de iarnă”, etc.
- Prezintă mai multe spectacole desfășurate la Sala Radio printre care și câteva ediții ale emisiunii-spectacol „Viața ca un spectacol” realizată de Viorel Popescu.
- Titus Andrei este aproape de fiecare festival de muzică românească ce poate da naștere unor talente noi. A făcut și face parte din juriile de la majoritatea festivalurilor județene și naționale. Amintim doar „Ti amo” –Onești, „Stelele Cetății”-Deva, „Festivalul Aurelian Andreescu” -București, „Ghiocelul de aur”-Alexandria, „Om bun”, „Festivalul Mihaela Runceanu - Buzău, „Festivalul DanS” -Medgidia, „Festivalul Florentin Delmar”-Focșani, „Festivalul George Grigoriu”- Brăila, Festivalul „Mărțișor dorohoian”, etc..
- Dintre toate festivalurile de muzică ușoară, festivalul național „Mamaia” îi este cel mai drag. Din anul 1990 face parte an de an din juriul acestui festival care a dat de-a lungul timpului numeroase vedete. Ia contact cu culisele festivalului mai întâi ca solist vocal în Cantabile pentru că face backing vocal pentru concurenți.
- În anul 1997 Radio Iași l-a desemnat „omul anului” pentru promovarea muzicii românești.
- Titus Andrei a primit mai multe oferte de colaborare de la alte radiouri, dar rămâne fidel postului public de radio pentru libertatea care i se oferă în difuzarea muzicii. Propuneri de colaborare a primit de-a lungul timpului de la Radio Contact, 21 și alte câteva radiouri care, astăzi, nu mai emit. Radio România Actualități înseamnă pentru Titus Andrei „marea aventură” după cum însuși mărturisește.
- Realizează, de-a lungul timpului la acest post de radio celebra emisiune de dedicații care s-a numit pe rând „La microfon, melodia preferată”, „Curierul melodiilor”, „O melodie pentru fiecare”. Emisiunile care i-au purtat semnătura sunt și „Estrada duminicală”, „Oriunde te vei afla nu regreta această noapte”, „Glasul tău m-a fermecat”, „Romanticii”, „Euro-muzica”, „Duminica vedetelor”, etc.
- În 2004 lansează la Humanitas Educational împreună cu Daniela Caraman- Fotea cartea intitulată „Alternative pop-dance” care este un dicționar cu date biografice despre artiștii și trupele care cântă muzică pop și dance.
- Din 2002 este redactor-șef al redacției muzicale de la Radio România Actualități și membru supleant în Consiliul de Administrație al Societății Române de Radiodifuziune. Din 2006 revine însă  la poziția care-i convine cel mai mult, cea de coordonator al redacției muzicale radio.
- In 2007 Titus Andrei este presedintele juriului la prima ediție a festivalului "Laura Stoica" care s-a desfășurat în perioada 8-10 octombrie la București. Din juriu au mai facut parte Mugurel Vrabete, Andrei Partos, Cătălin Moraru de la Roton și Marian Ardelean, directorul Magazinului Muzica din capitală.
- Titus Andrei este pasionat de fotbal, box, literatură și filozofie. Îi plac  Eminescu, Cioran, Kant și tot ce înseamnă muzică plină de sentiment.